# Cendres de lune
Albums de Mylène Farmer
Ainsi soit je...
(1988)
Singles
1. Maman a tort
Sortie : 16 mars 1984
2. Plus grandir
Sortie : 25 septembre 1985
3. Libertine
Sortie : 25 mars 1986
4. Tristana
Sortie : 12 février 1987

Cendres de lune est le premier album de Mylène Farmer, sorti le 1er avril 1986 chez Polydor.
L'édition originale comporte neuf titres, dont les singles Maman a tort (paru en 1984), Plus grandir (1985) et Libertine, qui sort une semaine avant l'album.
Réédité l'année suivante afin d'inclure le titre Tristana, Cendres de lune explore des thèmes peu habituels pour la variété française comme le sexe, la mort, l'enfance ou encore la religion, et pose les bases de l'univers de Mylène Farmer. Les musiques sont principalement composées par Laurent Boutonnat, qui signe également les arrangements et la production.
Salué par la critique dès sa sortie, il sera certifié double disque d'or en 1988 et profitera du succès des albums suivants pour s'écouler à près de 700 000 exemplaires.

## Histoire

### Genèse
Mylène Farmer se fait connaître en 1984 grâce au succès de son premier titre, Maman a tort, qui s'écoule à plus de 100 000 exemplaires.
Après l'échec du titre On est tous des imbéciles en début d'année 1985, la maison de disques RCA décide de ne pas reconduire le contrat de la chanteuse.
Celle-ci signe alors chez Polydor, qui souhaite produire de nouveaux artistes et lui propose un contrat de trois albums.
Jérôme Dahan, qui avait signé ses premiers titres, décide alors de se séparer de Mylène Farmer et Laurent Boutonnat.
Le duo se plonge dans l'écriture d'un premier album, Cendres de lune, abordant des thèmes rarement évoqués dans la variété française comme le sexe, la mort, l'enfance et la religion.

Parmi ces chansons, se trouvent Plus grandir (premier titre dont Mylène Farmer écrit les paroles), Chloé et Libertine.
Alors que toute l'équipe sent le gros potentiel de Libertine, le président de Polydor, Alain Lévy, décide à la surprise générale de sortir Plus grandir en tant que single à l'automne 1985.
Soutenu par un clip de Boutonnat réalisé comme un véritable court-métrage, celui-ci est censuré par plusieurs émissions et le titre ne connaît qu'un succès d'estime.

### Sortie et réédition
Au printemps 1986, Libertine sort finalement en single, une semaine avant la sortie de l'album qui paraît le 1er avril 1986. Le titre de l'album est d'ailleurs la première phrase du couplet de Libertine.
Bien que les critiques soient très élogieuses, le succès n'est pas retentissant : ce n'est que quelques mois plus tard, durant l'été, que tout va basculer avec le clip de Libertine.
Révolutionnant littéralement le monde musical avec ce court-métrage de 11 minutes dans lequel elle apparaît nue, Mylène Farmer (devenue rousse) crée la polémique et devient très populaire.
Libertine, dont le clip sera nommé aux Victoires de la musique, entre au Top 50 et se classe n°1 des diffusions radios.
Début 1987, Mylène Farmer sort un titre inédit, Tristana.
Tout comme Libertine, la chanson connaît un grand succès et se fait remarquer avec son clip de 12 minutes (une adaptation de Blanche-Neige et les 7 nains qui sera également nommée aux Victoires de la musique).
Face à ce nouveau succès, l'album Cendres de lune est alors réédité au printemps 1987 afin d'y intégrer Tristana.

## Pochette
La pochette de l'album, très sombre, présente une photo en noir et blanc signée par Laurent Boutonnat et montrant Mylène Farmer de profil, brune et peu reconnaissable.

La seule touche de couleur est apportée par l'écriture du nom de la chanteuse et du titre de l'album, en lettres de couleur rouge.

## Liste des titres

### Première édition (1986)
| 1. | Libertine          | Laurent Boutonnat | Jean-Claude Dequéant            | 3:47 |
| 2. | Au bout de la nuit | Mylène Farmer     | Laurent Boutonnat               | 4:21 |
| 3. | Vieux bouc         | Laurent Boutonnat | Laurent Boutonnat               | 5:37 |
| 4. | Chloé              | Laurent Boutonnat | Laurent Boutonnat               | 2:35 |
| 5. | Maman a tort       | Jérôme Dahan      | Laurent Boutonnat, Jérôme Dahan | 4:04 |
| 6. | We'll Never Die    | Laurent Boutonnat | Laurent Boutonnat               | 4:15 |
| 7. | Greta              | Laurent Boutonnat | Laurent Boutonnat               | 4:47 |
| 8. | Plus grandir       | Mylène Farmer     | Laurent Boutonnat               | 4:04 |
| 9. | Cendres de lune    | -                 | Laurent Boutonnat               | 1:47 |

| 9.  | Libertine (Remix Special Club) | Laurent Boutonnat | Jean-Claude Dequéant | 5:53 |
| 10. | Cendres de lune                | -                 | Laurent Boutonnat    | 1:47 |

### Seconde édition (1987)
| 1.  | Libertine          | Laurent Boutonnat | Jean-Claude Dequéant            | 3:47 |
| 2.  | Au bout de la nuit | Mylène Farmer     | Laurent Boutonnat               | 4:21 |
| 3.  | Vieux bouc         | Laurent Boutonnat | Laurent Boutonnat               | 5:37 |
| 4.  | Tristana           | Mylène Farmer     | Laurent Boutonnat               | 4:35 |
| 5.  | Chloé              | Laurent Boutonnat | Laurent Boutonnat               | 2:35 |
| 6.  | Maman a tort       | Jérôme Dahan      | Laurent Boutonnat, Jérôme Dahan | 4:04 |
| 7.  | We'll Never Die    | Laurent Boutonnat | Laurent Boutonnat               | 4:15 |
| 8.  | Greta              | Laurent Boutonnat | Laurent Boutonnat               | 4:47 |
| 9.  | Plus grandir       | Mylène Farmer     | Laurent Boutonnat               | 4:04 |
| 10. | Cendres de lune    | -                 | Laurent Boutonnat               | 1:47 |

| 10. | Libertine (Remix Special Club) | Laurent Boutonnat | Jean-Claude Dequéant | 5:53 |
| 11. | Tristana (Remix Club)          | Mylène Farmer     | Laurent Boutonnat    | 7:10 |
| 12. | Cendres de lune                | -                 | Laurent Boutonnat    | 1:47 |

## Description des chansons
Dès son premier album, Mylène Farmer pose les bases de son univers, en abordant des sujets controversés et peu communs dans la chanson française, tels que la sexualité, l'enfance, la mort et la religion.
Outre Libertine, la sexualité est également présente dans Au bout de la nuit, Vieux bouc, Maman a tort ou encore Plus grandir, qui évoque notamment la perte de la virginité. L'enfance est un thème qui revient souvent, à l'instar de la petite fille de Maman a tort et Plus grandir, et est souvent associée à la mort, comme en témoignent la noyade de la petite Chloé ou le « petit garçon perdu » de We'll Never Die. Quant à la religion, elle est évoquée de façon désenchantée dans Tristana (« Dieu baisse les bras ») et Greta (« J'entends Dieu qui pleure »), mais aussi de façon plus pernicieuse dans We'll Never Die, où un jeune garçon meurt à la guerre « au nom d'Allah », et dans Vieux bouc, où une jeune vierge s'offre au Diable lors d'un Sabbat.
Ces thèmes se ressentent également dans la musicalité de l'album, signée principalement par Laurent Boutonnat.
D'une tonalité pop, certaines musiques sont construites comme des comptines enfantines (Maman a tort, Chloé), tandis que d'autres intègrent des chants religieux (Vieux bouc) ou des sonorités plus sinistres (Cendres de lune).

### Libertine

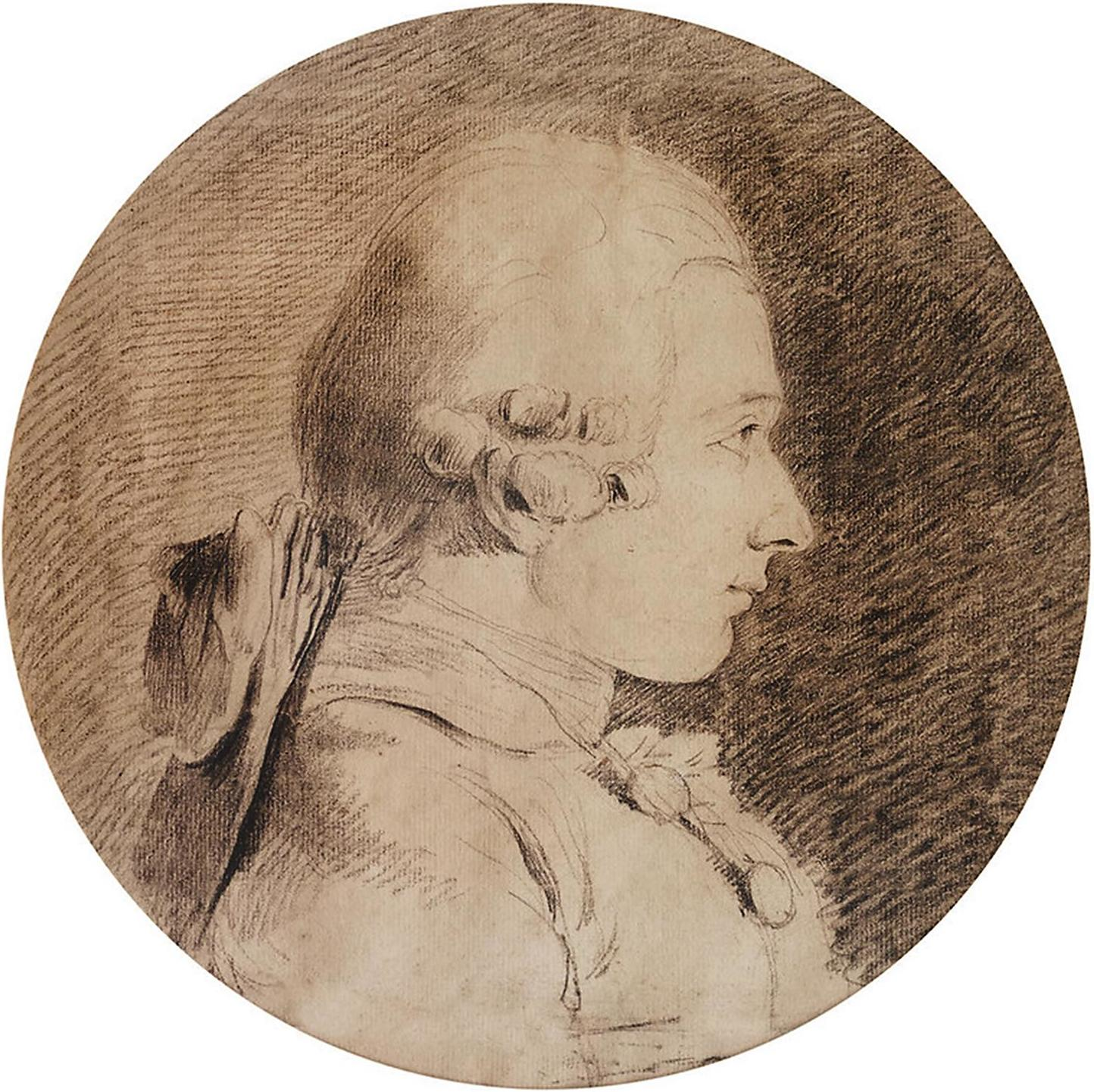
Le texte de Libertine est inspiré par Les Infortunes de la vertu du Marquis de Sade.

En 1984, Jean-Claude Dequéant compose une musique assez rock, sur laquelle Georges Sibold écrit un texte intitulé L'Amour tutti-frutti.
Mylène Farmer et Laurent Boutonnat, qui enregistrent leurs premiers titres dans le studio de Dequéant, découvrent la chanson et souhaitent l'adapter.
Sur cette mélodie, Boutonnat écrit Libertine, un texte empli de métaphores sexuelles (« Fendre la lune », « Quand de mes lèvres tu t'enlèves », « Aimer c'est pleurer quand on s'incline »...).
Le thème est inspiré involontairement par Mylène Farmer qui, en faisant des tests de chant sur la version instrumentale, s'est mise à chanter en plaisantant « Je suis une pute ».
Ils décident de garder cette idée et transforment le texte en lui donnant un côté plus XVIIIe siècle, transformant le « putain » en « catin ». Boutonnat adapte ensuite la musique afin de la rendre plus pop.
Les paroles « Entre mes dunes, reposent mes infortunes, c'est nue que j'apprends la vertu » sont directement inspirées par Les Infortunes de la vertu du Marquis de Sade, un des auteurs préférés de la chanteuse.

### Au bout de la nuit
Cette chanson lente, très sensuelle, est l'un des premiers textes écrits par Mylène Farmer, qui fait déjà preuve d'un goût prononcé pour les paroles à double sens.
Après des premiers couplets passionnés (« Ton corps glissant sur ma peau... Ta bouche soufflant sur mes mots »), interviennent des phrases plus sombres décrivant une grande solitude (« Tout est vide, tout est ride, suicide »).
Ce texte peut ainsi évoquer à la fois la fin douloureuse d'une histoire d'amour passionnelle et le moment après l'orgasme, décrit dans la littérature comme une « petite mort » (« Le temps du dernier frisson », « Au bout de l'envie, tout meurt sans cri »).

### Vieux bouc

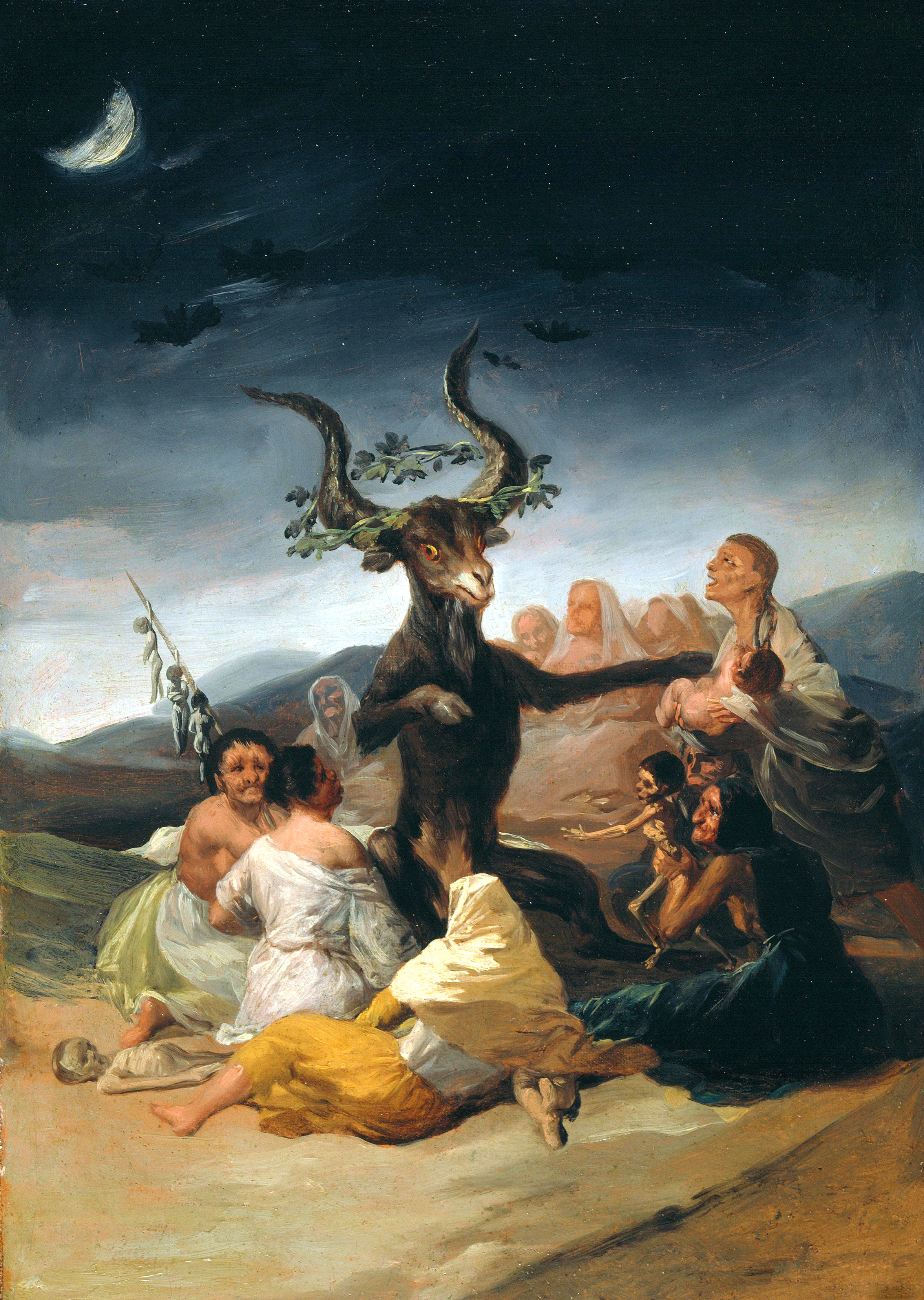
Le Sabbat des sorcières de Goya.

Introduite par des incantations (« Do you love the Devil, my dear ?) » et des rires démoniaques, cette chanson présente une cérémonie de Sabbat, un rite satanique durant lequel une jeune vierge s'offre au Diable (« L'hymen sera mon présent, maintenant j'ai l'enfer dans le sang »). La chanteuse n'hésite pas à blasphémer en parlant même de « baptême ».
Le Diable n'est pas nommé directement, le texte parlant de « Vieux Malin » (le « Malin » étant l'un de ses surnoms) et de « Vieux bouc », un animal qui symbolisait souvent le Diable dans plusieurs mythologies, comme le montrent les tableaux Le Sabbat des sorcières ou Le Grand Bouc de Francisco de Goya.
Le texte reprend également une célèbre phrase de l'écrivain Jean-Paul Sartre, issue de sa pièce de théâtre Huis clos : « L'enfer c'est les autres ».
Après de nouvelles incantations, de rires démoniaques et de bêlements, la chanson se termine par un chant religieux rappelant les chants grégoriens, suivi par un dernier bêlement.

### Tristana

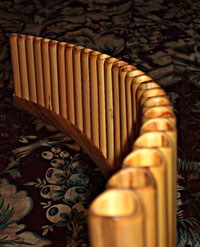
Un Naï.

Alors qu'elle commence à connaître un grand succès avec Libertine, Mylène Farmer annonce durant l'été 1986 travailler sur une nouvelle chanson, qu'elle souhaite complètement différente de Libertine et qu'elle envisage déjà d'intégrer à l'album Cendres de lune.
Sur une musique à base de Naï (une flûte de Pan moldo-roumaine) ayant, selon la chanteuse, « une couleur slave, une atmosphère d'Ukraine », elle écrit Tristana, un texte mélancolique faisant référence au roman Anna Karénine de Tolstoï (et non, comme pourrait le laisser penser le titre de la chanson, au film Tristana de Luis Buñuel).
C'est à partir de ce titre que Mylène Farmer écrira elle-même les paroles de toutes ses chansons.

### Chloé

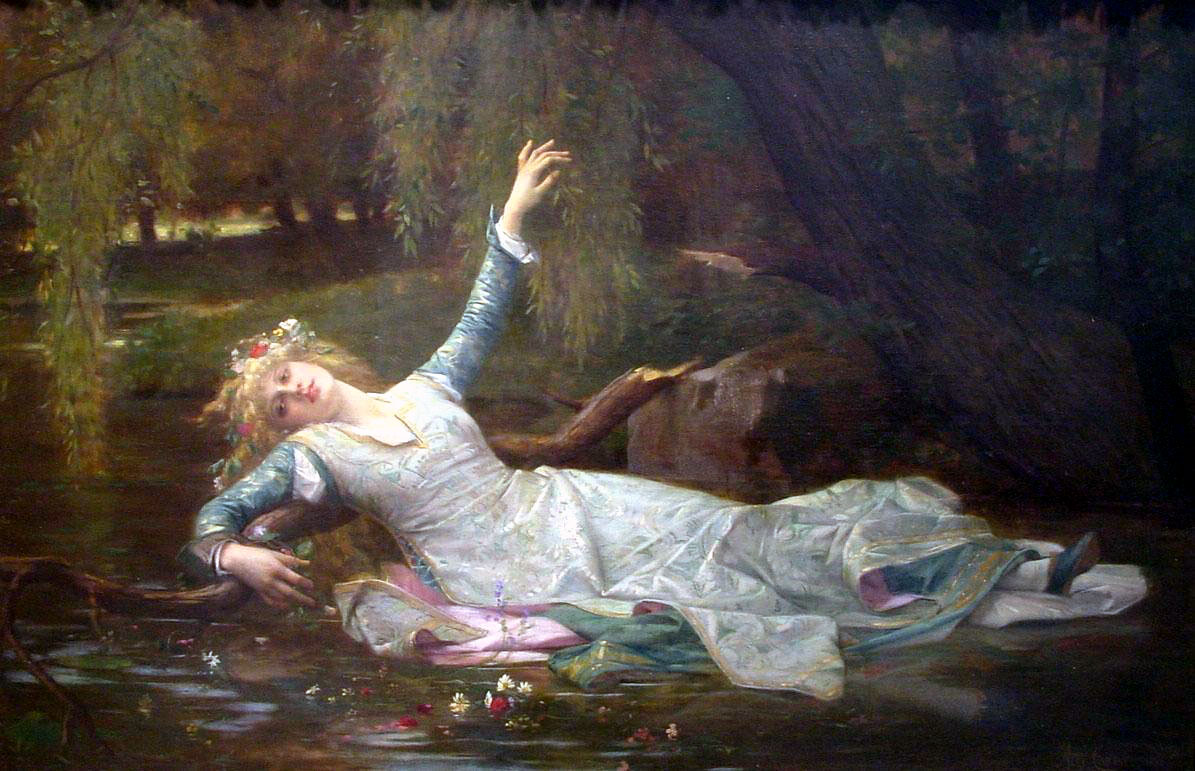
Ophélie par Alexandre Cabanel.

Cette comptine, chantée d'une voix aigüe et enfantine, prend dès le début une tournure macabre, l'enfant décrivant la noyade d'une autre petite fille (« Eh oh ce matin, y a Chloé qui s'est noyée »). Ponctuée par des refrains qui semblent fredonnés par un groupe d'enfants, l'interprétation devient de plus en plus inquiétante au fur et à mesure de la description de la scène (« Sous les saules qui pleurent, l'eau est de toutes les couleurs »).
Selon la chanteuse, cette comptine représente « l’innocence et la cruauté des enfants. C’est diabolique : une petite fille aux yeux bleus et au sourire angélique qui vient vous dire qu’elle a tué sa petite copine… ».
Le personnage d'Ophélie, présent dans la tragédie Hamlet de William Shakespeare et à qui Arthur Rimbaud consacrera le poème Ophélie, semble avoir influencé Laurent Boutonnat dans l'écriture de ce texte.

### Maman a tort

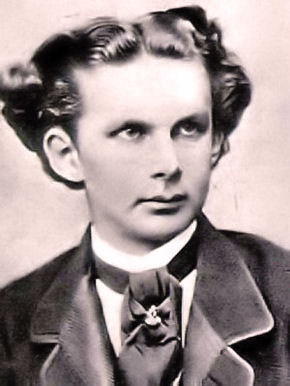
Louis II de Bavière.

Écrite par Jérôme Dahan, Maman a tort est construite comme une comptine dans laquelle une petite fille hospitalisée avoue son amour pour son infirmière : « 1. Maman a tort / 2. C'est beau l'amour / 3. L'infirmière pleure / 4. Je l'aime ».
 
D'apparence naïve, certaines phrases paraissent toutefois beaucoup plus ambigües comme « J'aime ce qu'on m'interdit, les plaisirs impolis », « 5. Il est d'mon droit / 6. De tout toucher » ou encore « 1. L'infirmière chante / 2. Ça m'fait des choses... ».
Pour ce texte, Jérôme Dahan s'inspire des films Ludwig ou le Crépuscule des dieux (sur le roi homosexuel Louis II de Bavière), Frances (sur l'actrice Frances Farmer, dont l'un des internements psychiatriques a été organisé par sa propre mère et à qui Mylène Farmer rendra hommage en empruntant son pseudonyme) et Psychose 2 (où un meurtrier sort d'un asile et se sent persécuté par le fantôme de sa mère).

### We'll Never Die

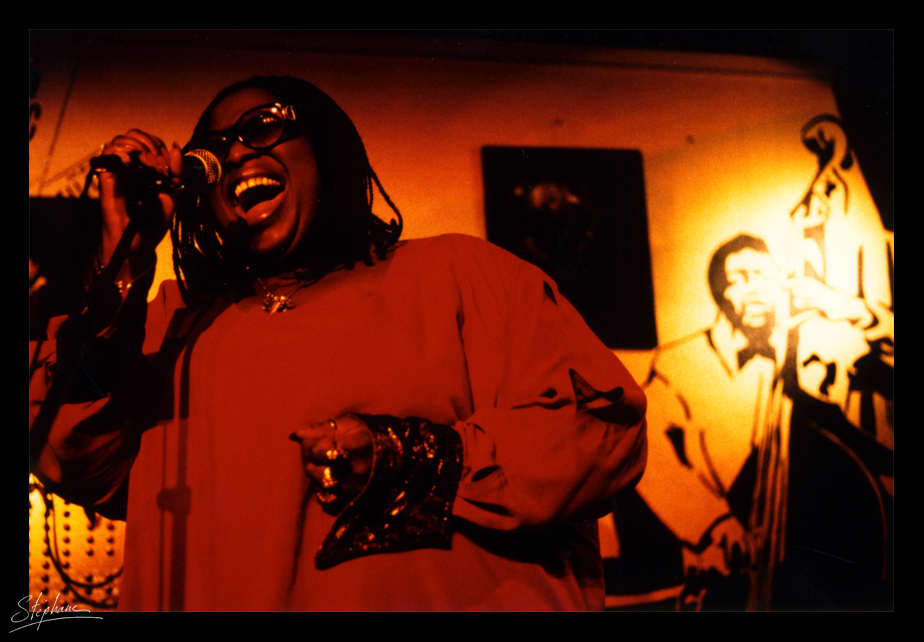
Carole Fredericks.

Sur ce titre rythmé et saccadé, Mylène Farmer chante l'histoire d'un jeune garçon parti à la guerre afin de se battre « au nom d'Allah », une guerre dont il ne reviendra pas.
Le « petit garçon perdu » qui, ses « pauvres mains tendues, prie à corps perdu », deviendra un « petit garçon foutu » qui, sa « pauvre main tendue, crie à corps perdu ».
La phrase We'll Never Die, répétée plusieurs fois dans les couplets, et les refrains (« Dawn is breaking now, how long does it take to die ? ») sont interprétés en anglais par la choriste Carole Fredericks.

### Greta

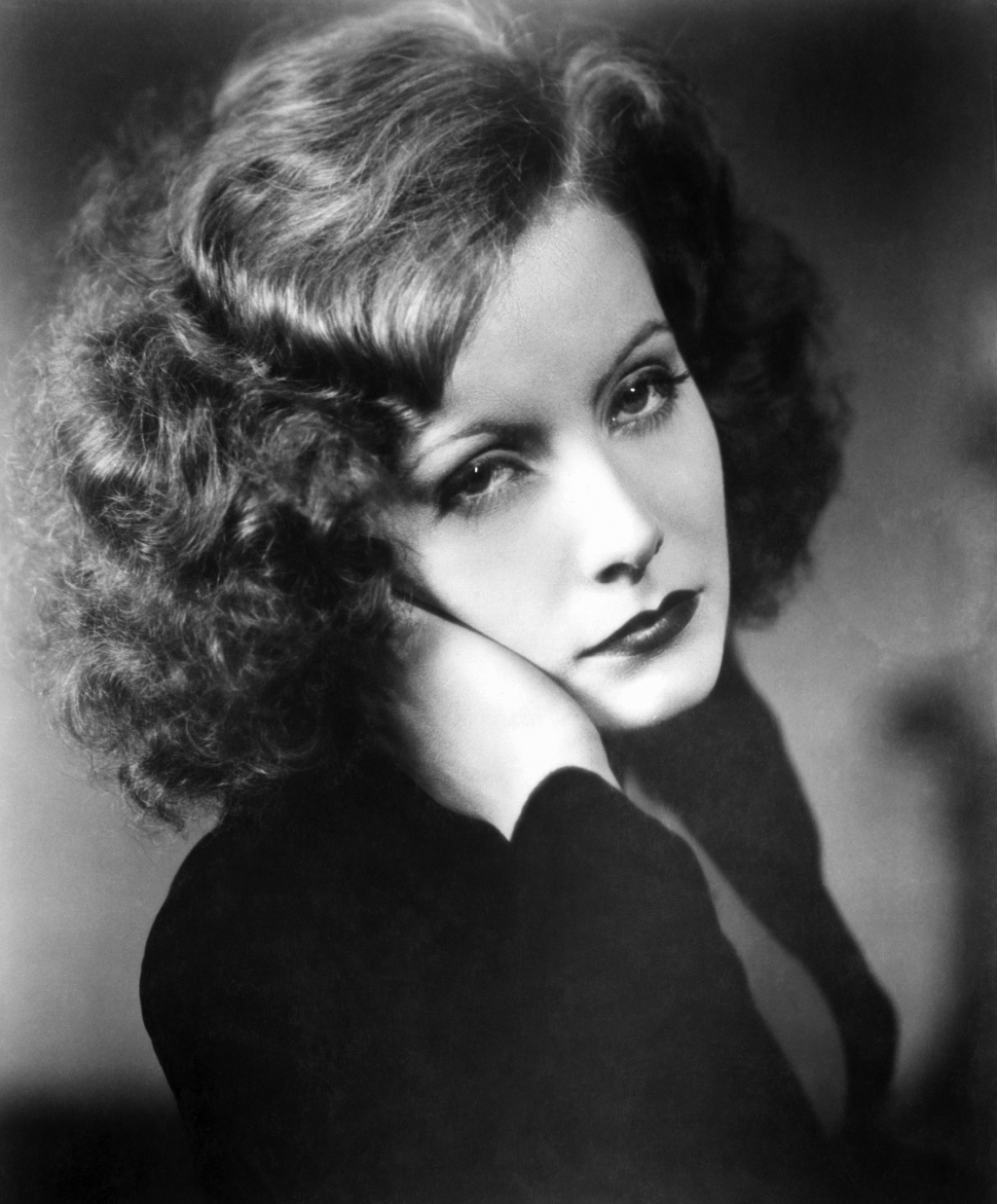
Greta Garbo.

Après une introduction reprenant des répliques de Greta Garbo dans le film La Femme aux deux visages de George Cukor (le dernier film dans lequel a joué Garbo), la chanson propose une musique plus lente que les titres précédents.
Reprenant le surnom de l'actrice, La Divine (« Divine, exquise et chagrine »), le titre fait un clin d’œil aux slogans de l'époque qui accompagnaient la sortie des films de Garbo (« Garbo parle » pour Anna Christie, « Garbo rit » pour Ninotchka) en déroulant dans le refrain « Greta rit... Greta meurt... Greta tremble... Greta aime »), et évoque sa vie mélancolique (« De la vie est orpheline », « Fuir n'est pas facile quand la nuit vous a conquise »).
Mylène Farmer a plusieurs fois évoqué sa grande admiration pour Greta Garbo et Frances Farmer : « Elles m’inspirent le respect. Leur courage est immense. Ce sont des pionnières d’un combat, celui de la reconnaissance des femmes dans un domaine artistique. Ces femmes ont du caractère, sont insolentes, fragiles et sans concession. Elles ont dit « non » quand le « oui » était de mise. C’est probablement pour cela que certaines d’entre elles ont été broyées par le système. Il faut du courage pour faire accepter sa différence. »

### Plus grandir
Plus grandir est le premier texte écrit par Mylène Farmer.
Sur une musique pop et entraînante, elle aborde des sujets sombres qui poursuivront son œuvre pendant des années : l'enfance, la peur de vieillir, la mort, mais aussi la perte de la virginité.
Elle reconnaîtra plus tard : « Le texte de Plus grandir était purement et simplement autobiographique. J'ai très peur de la fuite du temps et en l'occurrence, de vieillir. Cette chanson était un cri, une révolte. Le thème de la mort m'a toujours obnubilée ».

### Cendres de lune
Morceau instrumental à l'ambiance très sombre et sur lequel la chanteuse ne fait que fredonner, Cendres de lune est la musique de générique introduisant le clip de Plus grandir.

## Accueil critique
Dès sa sortie, Cendres de lune est salué par la critique :
- « Si vous ne devez choisir qu'un seul disque français ce mois-ci, que ce soit celui-là : tout est à prendre et il n'y a rien à jeter. » (Rock & Folk)[24]
- « Alléluia, voici enfin un album français passionnant, original et capable de tenir la route face aux productions anglo-saxonnes. Car si les textes sont superbes et souvent équivoques, si la voix de Mylène est accrocheuse en diable et si les compositions sont souvent irrésistibles, cet album possède en plus un son énorme qui devrait en faire un Must. A découvrir de toute urgence. » (Swing)[25]
- « Un premier album plutôt magistral. » (Le Provençal)[26]
- « Cendres de lune donne à Mylène la dimension qui lui manquait, celle d'une grande vedette. » (Pilote & Charlie)[27]
- « Mylène Farmer nous donne un réel aperçu de son talent avec son premier 33 tours qui nous transporte avec sa voix cristalline et ses textes étranges, hors du temps et hors des normes. Déjà, Mylène Farmer impose son univers. » (Le Quotidien de Paris)[28]
- « Un véritable bijou. Plus on écoute, plus on aime. » (Foto Music)[29]
- « On a l'impression de bien connaître le ton si particulier et osé qu'elle donne depuis quelques années à la chanson française et pourtant, à chaque nouvelle chanson, elle surprend, étonne et oblige à la redécouverte. Coquine, charmeuse et délicieusement Libertine, elle ose la rime que personne n'ose, séduit avec des textes sensibles, presque surréalistes, tendrement érotiques. » (Le Télégramme de Brest)[30]
- « Cette Farmer-là ira loin. » (Nice Matin)[31]
- « Un premier album qui confirme toutes les promesses ébauchées jusque-là par la jolie Mylène. » (Podium)[32]
- « Au travers de son mentor Laurent Boutonnat, on commença à penser que Miss Farmer jouait double-jeu : Mylène-Jekyll à la frimousse et au ton pour programmes du mercredi après-midi, Farmer-Hyde troublante et sensuelle pour les fins de soirée. Un superbe album vient à point nommé conforter cette ambigüité : Mylène est tour à tour ingénue, romantique, garce, amoureuse, femme-enfant, poison, perverse, provocante, drôle et émouvante (...). Les épices qu'elle glisse dans sa recette sont justement celles qui manquaient à la chanson française. » (20 ans)[33]

Les critiques du magazine Club Dial désigneront Cendres de lune comme le 18e meilleur album du XXe siècle.

## Singles
Quatre chansons sont sorties en single : Maman a tort et Plus grandir, parues en 45 tours bien avant l'album, Libertine, puis Tristana qui a été intégré à l'album l'année suivante.
Au Canada, un 45 tours promotionnel de We'll Never Die est également paru, atteignant la 37e place du hit-parade québécois en 1987.

### Maman a tort

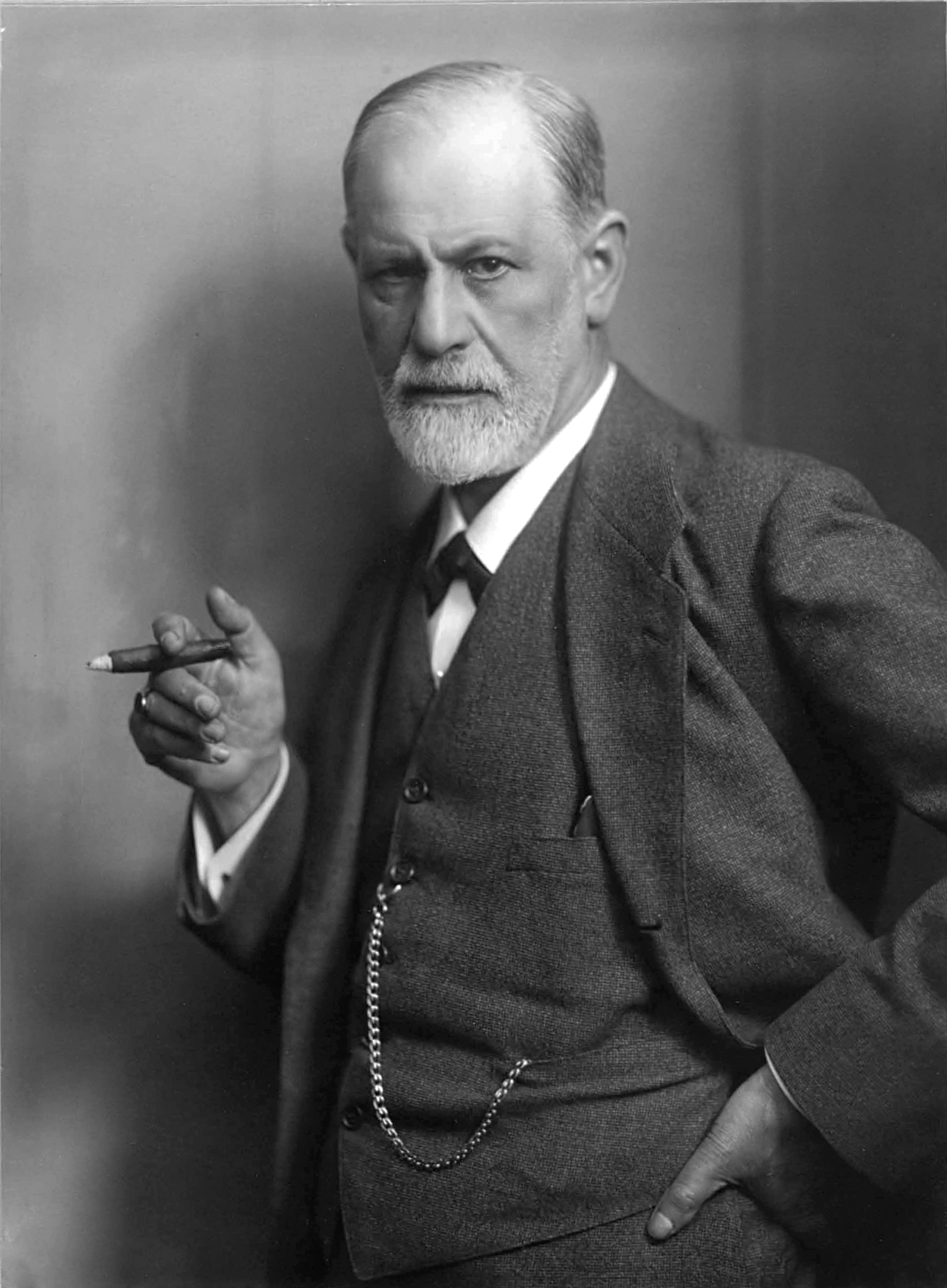
Sigmund Freud.

Maman a tort est le premier single de Mylène Farmer, sorti en mars 1984.
Considéré comme un OVNI avec son texte ambigu et sa musique enfantine, le titre connaît des débuts difficiles et crée une certaine controverse : Mylène Farmer se voit censurée de l'émission Salut les Mickey et certaines chaînes refusent de diffuser le clip, l'estimant malséant.
Ce dernier, d'apparence naïve et enfantine, est réalisé par Laurent Boutonnat avec très peu de moyens, et révèle une portée plus psychanalytique confirmée par l'apparition à deux reprises du portrait de Sigmund Freud.
Après avoir fait appel à l'éditeur Bertrand Le Page afin de le promouvoir auprès des médias, la chanson parvient à s'imposer durant l'été 1984, s'écoulant à plus de 100 000 exemplaires.

### Plus grandir

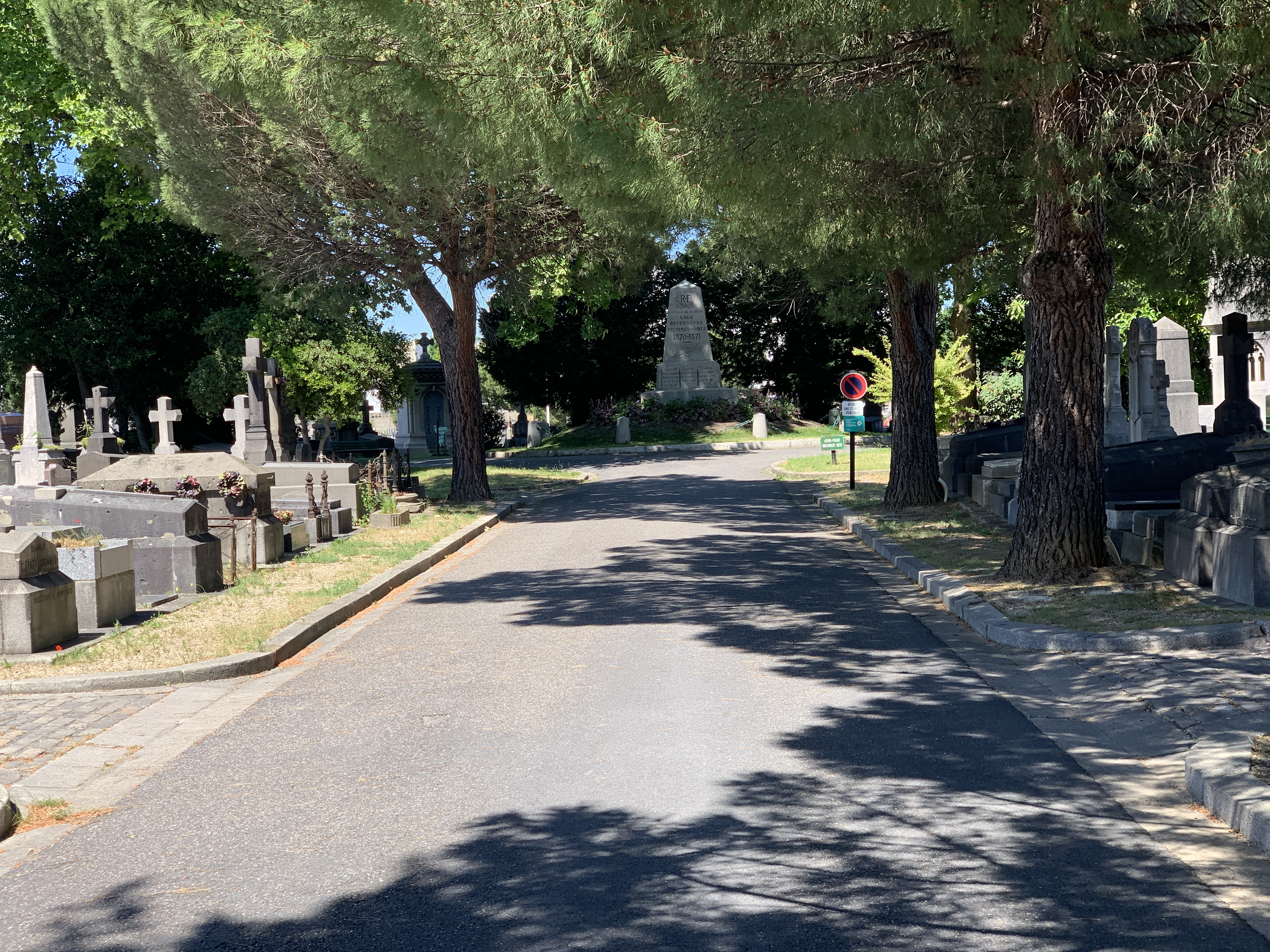
Le clip de Plus grandir a été tourné au cimetière de Saint-Denis.

Alors que toute l'équipe sentait le gros potentiel de Libertine, le président de Polydor, Alain Lévy, décide à la surprise générale de sortir Plus grandir en single le 25 septembre 1985, avec Chloé en face B.
Souhaitant assouvir leur amour commun pour le cinéma, Laurent Boutonnat et Mylène Farmer décident de concevoir un véritable court-métrage pour le clip de cette chanson.
Réalisé par Boutonnat et d'une durée de près de 8 minutes, Plus grandir est le premier clip français tourné en cinémascope.
Mêlant sexe et religion dans un décor de maison hantée, il sera censuré par plusieurs émissions et la chanson ne connaîtra qu'un succès d'estime.

### Libertine

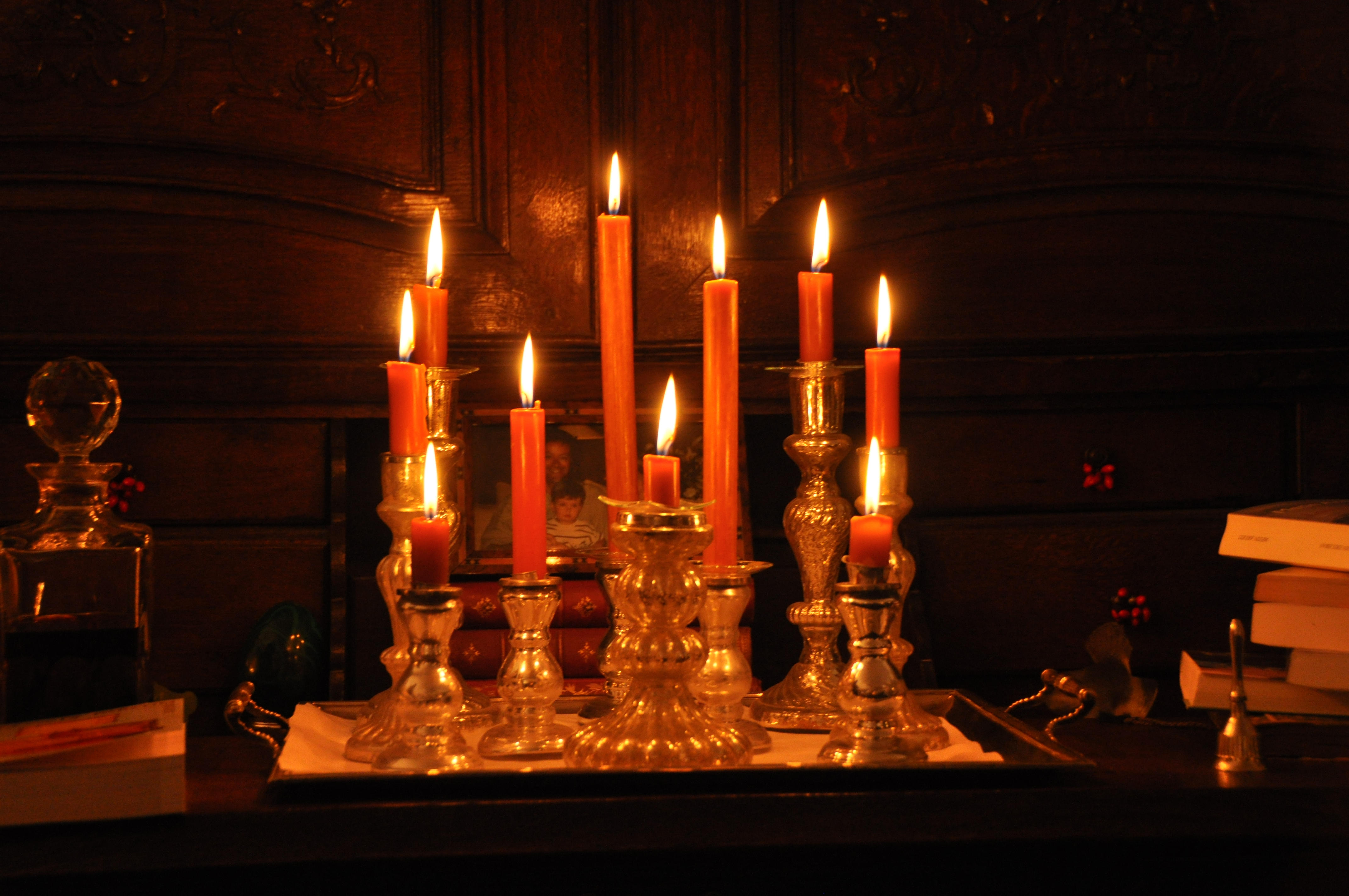
L'éclairage à la bougie rappelle le film Barry Lyndon de Stanley Kubrick.

Le 25 mars 1986, une semaine avant la sortie de l'album, paraît le single Libertine, avec Greta en face B.

Bien que les critiques soient très élogieuses sur ce premier album, le succès n'est pas retentissant : ce n'est que quelques mois plus tard, durant l'été, que tout va basculer avec le clip de Libertine.
Réalisé par Boutonnat dans une ambiance XVIIIe siècle, le clip s'inspire notamment des films Barry Lyndon de Stanley Kubrick et Les Duellistes de Ridley Scott.
Révolutionnant littéralement le monde musical avec ce court-métrage de 11 minutes dans lequel elle apparaît nue, Mylène Farmer (devenue rousse) crée la polémique et devient très populaire.
Libertine entre au Top 50, dans lequel il reste classé vingt semaines consécutives, atteignant la 10e place.
N°1 des diffusions radios, le titre s'écoule à plus de 300 000 exemplaires et est certifié disque d'argent, tandis que le clip est nommé en tant que « Meilleur clip de l'année » aux Victoires de la musique 1986.

### Tristana

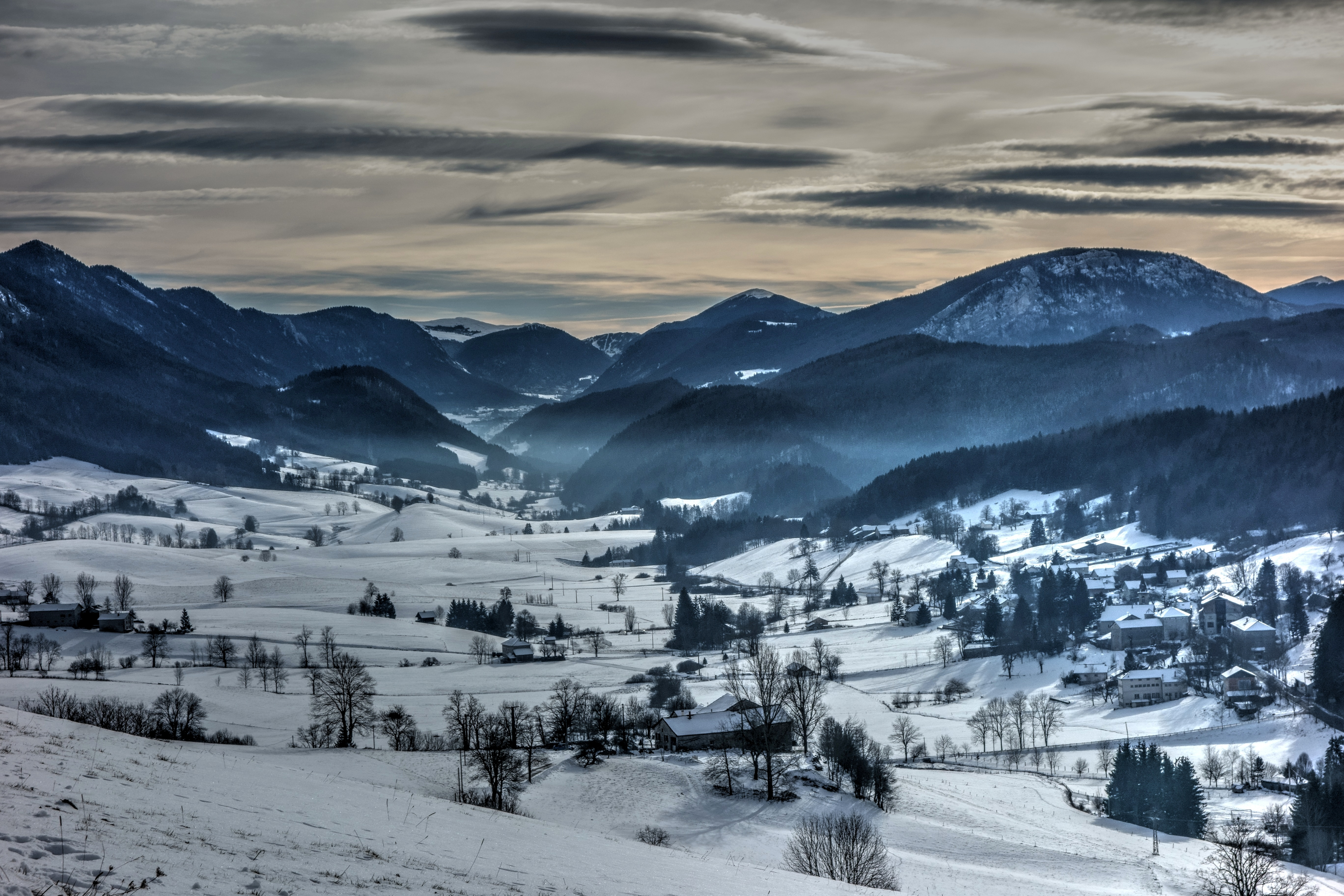
Le clip de Tristana a été tourné dans un Vercors enneigé.

Le 45 tours de Tristana sort le 12 février 1987, avec Au bout de la nuit en face B.
Le titre est alors intégré à l'album Cendres de lune, qui est réédité pour l'occasion.
Tout comme pour Libertine, Tristana bénéficie d'un clip réalisé par Laurent Boutonnat, d'une durée de près de 12 minutes.
Inspiré du conte des Frères Grimm Blanche-Neige et les sept nains, l'histoire se déroule en Russie afin d'appuyer la musicalité slave de la chanson.
Très remarqué, le clip sera nommé en tant que « Meilleur clip de l'année » aux Victoires de la musique 1987.
La chanson connait un grand succès, atteignant la 7e place du Top 50 dans lequel elle reste classée durant 21 semaines, et est certifiée disque d'argent pour près de 300 000 ventes.

## Classements et certifications
Bien qu'il n'ait pas atteint le Top Albums à sa sortie (le Top Albums n'était alors qu'un classement mensuel composé de 20 places), Cendres de lune s'est vendu progressivement et a connu un regain d'intérêt avec l'énorme succès des albums suivants.

Lorsque le Top Albums est devenu un classement de 50 places en 1989 (soit trois ans après la sortie du disque), Cendres de lune était alors classé à la 39e place.
Depuis, l'album a réintégré le Top Albums à plusieurs reprises, allant jusqu'à atteindre la 20e position en 2019. Certifié double disque d'or en 1988, il s'est écoulé à près de 700 000 exemplaires.
Note : dans les années 2000, les albums ayant plus de trois ans étaient alors classés dans un classement à part. Cendres de lune y avait atteint la 5e place en 2005 et la 17e en 2009.
| Classement                                | Meilleure position |
| ----------------------------------------- | ------------------ |
| France (Top Albums - 2019)                | 20                 |
| France (Top Albums Mid Price - 2005)      | 5                  |
| France (Top Albums Back Catalogue - 2009) | 17                 |

| Pays   | Certification |
| ------ | ------------- |
| France | 2 × Or        |

## Crédits
| - Musiciens : - Laurent Boutonnat (claviers) - Slim Pezin (guitares) - Alain Matot (saxophones) - Gilles Choir (batterie) - Chœurs : Carole Fredericks, Estella Samantha Radji, Anne-Marie Constant, Yvonne Jones, Les Moines Fous du Tibet - Éditions : Bertrand Le Page et PolyGram Music - Sauf Maman a tort (éditions Bertrand Le Page Cézame) et Greta (éditions Bertrand Le Page & Movie Box Music) - Production, arrangements et réalisation : Laurent Boutonnat | - Prise de son et mixage : Jean-Claude Dequéant - Sauf Tristana (mixé par Thierry Rogen) - Enregistrement : Studio Le Matin Calme à Aubervilliers - Mixage : Studios du Palais des Congrès (assisté de Philippe Laffont) et Studio Davout (assisté de Laurent Lozahic) - Sauf Tristana (enregistré et mixé au Studio Mega) - Photos : - recto et intérieur : Laurent Boutonnat et Christophe Mourthé - verso : Éric Caro - Management : Bertrand Le Page |